# Première circonscription de Seine-et-Marne
La première circonscription de Seine-et-Marne est représentée dans la XVIIe législature par Arnaud Saint-Martin, député LFI. Sa suppléante est Fatiya Ammad Mothay, conseillère municipale de Melun.

## Description géographique et démographique

### De 1958 à 1986
La première circonscription de Seine-et-Marne est composée de :

La première circonscription de Seine et Marne en 2012.

- canton de Brie-Comte-Robert
- canton du Châtelet-en-Brie
- canton de Melun-Nord
- canton de Melun-Sud
- canton de Mormant
- canton de Tournan-en-Brie.

(réf. Journal officiel du 13-14 octobre 1958).

### De 1988 à 2012

La première circonscription de Seine-et-Marne de 1988 à 2012, allant de Savigny au nord jusqu'au Gâtinais au sud

La première circonscription de Seine-et-Marne est située dans le sud-est urbanisé et polarisé par l'agglomération parisienne du département : elle regroupe une partie de l'agglomération melunaise, comprenant la rive sud de la ville et ses banlieues méridionales et orientales, et la moitié sud de la ville nouvelle de Sénart, ainsi qu'une zone plus rurale, le gâtinais. Elle est composée des quatre cantons suivants :
- Canton de Melun-Sud : 19 029 habitants
- Canton du Mée-sur-Seine : 37 725 habitants
- Canton de Perthes : 48 196 habitants
- Canton de Savigny-le-Temple : 30 252 habitants

D'après les chiffres du recensement de 1999, la circonscription était alors peuplée de 135 202 habitants.

## Description politique
Sans être massivement à droite, trois de ses conseillers généraux étant à gauche, la première circonscription de Seine-et-Marne, depuis le redécoupage de 1988 a souvent été marquée à droite. De 1988 à 2017, le siège est occupé par Jean-Claude Mignon (RPR/UMP)
Sociologiquement, cette circonscription se distingue par son alternance de banlieues populaires, et de banlieues résidentielles, clairement acquises à la droite parlementaire. Toutefois, le développement rapide de Sénart, et en particulier de la commune de Savigny-le-Temple, ville depuis longtemps à gauche, y a accentué le poids de la gauche.
Ainsi, lors des élections législatives de 2002, l'ensemble des communes ont voté à droite, à l'exception de Savigny et de sa voisine Nandy. Les quatre communes incluses dans le périmètre de Sénart ont par ailleurs constitué 38,78 % de l'électorat du candidat de gauche et 26,33 % du candidat de droite, alors qu'elles représentaient 31,35 % de l'électorat exprimé.
Cette recomposition politique s'est enfin matérialisée par la victoire d'Arnaud Saint-Martin (LFI/NFP) lors des élections législatives de juin-juillet 2024. Cette élection marque le passage de la circonscription à gauche. L'élection du député est facilitée par la configuration d'une triangulaire au second tour. 
L'élection du député LFI/NFP marque cependant la cohérence avec les résultats électoraux nationaux où le Nouveau Front populaire est arrivé en tête du second tour, dans un contexte de barrage à l'extrême droite qui reste forte électoralement. 

## À partir de 2012

### Description géographique et démographique
La première circonscription regroupe trois cantons : le canton de Melun nord, de Melun sud et de Perthes.

## Historique des résultats
| Législature | Début de mandat | Fin de mandat  | Député              | Parti politique  | Observations |
| ----------- | --------------- | -------------- | ------------------- | ---------------- | --- |
| Ire         | 9 décembre 1958 | 9 octobre 1962 | Marc Jacquet        | UNR              | Maire de Barbizon Mandat écourté à la suite d'une dissolution parlementaire décidée par Charles de Gaulle.                                                     |
| IIe         | 6 décembre 1962 | 2 avril 1967   | Albert Görge        | UNR              | Suppléant de Marc Jacquet |
| IVe         | 11 juillet 1968 | 1er avril 1973 | Marc Jacquet        | UD-Ve République | Maire de Barbizon |
| VIe         | 3 avril 1978    | 22 mai 1981    | Alain Vivien        | PS               | Mandat écourté à la suite d'une dissolution parlementaire décidée par François Mitterrand.                                                                     |
| VIIe        | 2 juillet 1981  | 1er avril 1986 | Alain Vivien        | PS               | |
| VIIIe       | 2 avril 1986    | 14 mai 1988    | Aucun               | Aucun            | Proportionnelle par département, pas de député par circonscription. Mandat écourté à la suite d'une dissolution parlementaire décidée par François Mitterrand. |
| IXe         | 23 juin 1988    | 1er avril 1993 | Jean-Claude Mignon  | RPR              | Maire de Dammarie-les-Lys |
| Xe          | 2 avril 1993    | 21 avril 1997  | Jean-Claude Mignon  | RPR              | Maire de Dammarie-les-Lys Mandat écourté à la suite d'une dissolution parlementaire décidée par Jacques Chirac.                                                |
| XIe         | 12 juin 1997    | 18 juin 2002   | Jean-Claude Mignon  | RPR              | Maire de Dammarie-les-Lys |
| XIIe        | 19 juin 2002    | 19 juin 2007   | Jean-Claude Mignon  | UMP              | Maire de Dammarie-les-Lys |
| XIIIe       | 20 juin 2007    | 19 juin 2012   | Jean-Claude Mignon  | UMP              | Maire de Dammarie-les-Lys |
| XIVe        | 20 juin 2012    | 20 juin 2017   | Jean-Claude Mignon  | UMP              | Maire de Dammarie-les-Lys |
| XVe         | 21 juin 2017    | 21 juin 2022   | Aude Luquet         | MoDem            | |
| XVIe        | 22 juin 2022    | 9 juin 2024    | Aude Luquet         | MoDem            | Mandat écourté à la suite d'une dissolution parlementaire décidée par Emmanuel Macron.                                                                         |
| XVIIe       | 8 juillet 2024  | En cours       | Arnaud Saint-Martin | LFI              | |

## Historique des élections

### Élections de 1958
| Candidat       | Candidat         | Parti          | Premier tour | Premier tour | Second tour | Second tour |  |
| Candidat       | Candidat         | Parti          | Voix         | %            | Voix        | %           |  |
| -------------- | ---------------- | -------------- | ------------ | ------------ | ----------- | ----------- |  |
|                | Marc Jacquet élu | UNR            | 15 227       | 31,29        | 27 104      | 59,88       |  |
|                | Émile Raymond    | Modérés        | 12 797       | 26,3         | Retrait     | Retrait     |  |
|                | Gérard Bordu     | PCF            | 9 278        | 19,07        | 10 606      | 23,43       |  |
|                | Henri Beaudelet  | SFIO           | 5 410        | 11,12        | 7 552       | 16,69       |  |
|                | Paul Lemaire     | MRP            | 3 686        | 7,57         | Retrait     | Retrait     |  |
|                | Guy Pellennec    | UFD            | 2 267        | 4,66         |             |             |  |
|                |                  |                |              |              |             |             |  |
| Inscrits       | Inscrits         | Inscrits       | 63 056       | 100,00       | 63 022      | 100,00      |  |
| Abstentions    | Abstentions      | Abstentions    | 13 087       | 20,75        | 15 727      | 24,95       |  |
| Votants        | Votants          | Votants        | 49 969       | 79,25        | 47 295      | 75,05       |  |
| Blancs et nuls | Blancs et nuls   | Blancs et nuls | 1 304        | 2,61         | 2 033       | 4,3         |  |
| Exprimés       | Exprimés         | Exprimés       | 48 665       | 97,39        | 45 262      | 95,7        |  |

Le suppléant de Marc Jacquet était Albert Görge, maire-adjoint de Melun.

### Élections de 1962
| Candidat       | Candidat                   | Parti          | Premier tour | Premier tour | Second tour | Second tour |  |
| Candidat       | Candidat                   | Parti          | Voix         | %            | Voix        | %           |  |
| -------------- | -------------------------- | -------------- | ------------ | ------------ | ----------- | ----------- |  |
|                | Marc Jacquet sortant réélu | UNR-UDT        | 22 186       | 46,93        | 26 484      | 55,38       |  |
|                | Gérard Bordu               | PCF            | 10 770       | 22,78        | 15 642      | 32,71       |  |
|                | Robert Betolaud            | CNIP           | 4 044        | 8,55         | 5 698       | 11,91       |  |
|                | Marcel-Raoul Lange         | SFIO           | 2 997        | 6,34         | Retrait     | Retrait     |  |
|                | Jacques Roynette           | PSU            | 2 937        | 6,21         | Retrait     | Retrait     |  |
|                | Paul Lemaire               | MRP            | 1 800        | 3,81         |             |             |  |
|                | R. Martin                  | Extrême droite | 1 287        | 2,72         |             |             |  |
|                | Robert Pestel              | Radsoc         | 1 258        | 2,66         |             |             |  |
|                |                            |                |              |              |             |             |  |
| Inscrits       | Inscrits                   | Inscrits       | 68 553       | 100,00       | 68 541      | 100,00      |  |
| Abstentions    | Abstentions                | Abstentions    | 19 928       | 29,07        | 19 317      | 28,18       |  |
| Votants        | Votants                    | Votants        | 48 625       | 70,93        | 49 224      | 71,82       |  |
| Blancs et nuls | Blancs et nuls             | Blancs et nuls | 1 346        | 2,77         | 1 400       | 2,84        |  |
| Exprimés       | Exprimés                   | Exprimés       | 47 279       | 97,23        | 47 824      | 97,16       |  |

Le suppléant de Marc Jacquet était Albert Görge, qui le remplace du 7 janvier 1963 au 2 avril 1967, quand Marc Jacquet est nommé membre du gouvernement.

### Élections de 1967
| Candidat       | Candidat                   | Parti          | Premier tour | Premier tour | Second tour | Second tour |  |
| Candidat       | Candidat                   | Parti          | Voix         | %            | Voix        | %           |  |
| -------------- | -------------------------- | -------------- | ------------ | ------------ | ----------- | ----------- |  |
|                | Marc Jacquet sortant réélu | UD-Ve          | 28 016       | 44,9         | 30 040      | 49,34       |  |
|                | Paul d'Étienne             | PCF            | 13 328       | 21,36        | 21 544      | 35,39       |  |
|                | Jacques Roynette           | PSU (FGDS)     | 10 642       | 17,06        | Retrait     | Retrait     |  |
|                | Pierre Lespiat             | CD (PDM)       | 10 407       | 16,68        | 9 300       | 15,27       |  |
|                |                            |                |              |              |             |             |  |
| Inscrits       | Inscrits                   | Inscrits       | 78 438       | 100,00       | 78 426      | 100,00      |  |
| Abstentions    | Abstentions                | Abstentions    | 14 636       | 18,66        | 16 248      | 20,72       |  |
| Votants        | Votants                    | Votants        | 63 802       | 81,34        | 62 178      | 79,28       |  |
| Blancs et nuls | Blancs et nuls             | Blancs et nuls | 1 409        | 2,21         | 1 294       | 2,08        |  |
| Exprimés       | Exprimés                   | Exprimés       | 62 393       | 97,79        | 60 884      | 97,92       |  |

Le suppléant de Marc Jacquet était Jean Petit, maire de Melun.

### Élections de 1968
|                | Marc Jacquet sortant réélu | UDR (URP)      | 31 622 | 50,36  |  |  |  |
|                | Paul d'Étienne             | PCF            | 11 978 | 19,08  |  |  |  |
|                | Jacques Roynette           | FGDS (SFIO)    | 8 833  | 14,07  |  |  |  |
|                | Pierre Lespiat             | CD (PDM)       | 7 752  | 12,35  |  |  |  |
|                | Henri Radenac              | PSU            | 2 602  | 4,14   |  |  |  |
|                |                            |                |        |        |  |  |  |
| Inscrits       | Inscrits                   | Inscrits       | 79 162 | 100,00 |  |  |  |
| Abstentions    | Abstentions                | Abstentions    | 15 565 | 19,66  |  |  |  |
| Votants        | Votants                    | Votants        | 63 597 | 80,34  |  |  |  |
| Blancs et nuls | Blancs et nuls             | Blancs et nuls | 810    | 1,27   |  |  |  |
| Exprimés       | Exprimés                   | Exprimés       | 62 787 | 98,73  |  |  |  |

Le suppléant de Marc Jacquet était Jean Petit.

### Élections de 1973
| Candidat       | Candidat             | Parti          | Premier tour | Premier tour | Second tour | Second tour |  |
| Candidat       | Candidat             | Parti          | Voix         | %            | Voix        | %           |  |
| -------------- | -------------------- | -------------- | ------------ | ------------ | ----------- | ----------- |  |
|                | Marc Jacquet sortant | UDR (URP)      | 29 614       | 35,56        | 36 504      | 43,05       |  |
|                | Pierre Lespiat       | CD (MR)        | 17 389       | 20,88        | 11 256      | 13,27       |  |
|                | Alain Vivien élu     | PS (UGSD)      | 16 718       | 20,07        | 37 036      | 43,68       |  |
|                | Raymond Pingault     | PCF            | 15 155       | 18,2         | Retrait     | Retrait     |  |
|                | Jean-Jacques Bernard | PSU            | 2 906        | 3,49         |             |             |  |
|                | Alain Bobbio         | LCR            | 1 505        | 1,81         |             |             |  |
|                |                      |                |              |              |             |             |  |
| Inscrits       | Inscrits             | Inscrits       | 103 680      | 100,00       | 103 636     | 100,00      |  |
| Abstentions    | Abstentions          | Abstentions    | 18 668       | 18,01        | 17 626      | 17,01       |  |
| Votants        | Votants              | Votants        | 85 012       | 81,99        | 86 010      | 82,99       |  |
| Blancs et nuls | Blancs et nuls       | Blancs et nuls | 1 725        | 2,03         | 1 214       | 1,41        |  |
| Exprimés       | Exprimés             | Exprimés       | 83 287       | 97,97        | 84 796      | 98,59       |  |

Le suppléant d'Alain Vivien était le Docteur Alfred Zins, médecin à Melun, animateur du Planning familial.

### Élections de 1978
| Candidat       | Candidat                   | Parti          | Premier tour | Premier tour | Second tour | Second tour |  |
| Candidat       | Candidat                   | Parti          | Voix         | %            | Voix        | %           |  |
| -------------- | -------------------------- | -------------- | ------------ | ------------ | ----------- | ----------- |  |
|                | Alain Vivien sortant réélu | PS             | 35 511       | 29,83        | 62 914      | 51,66       |  |
|                | Charles Dayant             | RPR            | 33 415       | 28,07        | 58 867      | 48,34       |  |
|                | Robert Laporte             | PCF            | 20 000       | 16,8         | Retrait     | Retrait     |  |
|                | Maurice Mollard            | UDF (CDS)      | 17 626       | 14,81        |             |             |  |
|                | Robert Laugier             | Écologie 78    | 6 295        | 5,29         |             |             |  |
|                | Nicole Liénard             | PSU (FA)       | 1 871        | 1,57         |             |             |  |
|                | Fernand Héline             | PSD            | 1 532        | 1,29         |             |             |  |
|                | Mildred Rolland            | LO             | 1 254        | 1,05         |             |             |  |
|                | Jean-François Chalot       | LCR            | 667          | 0,56         |             |             |  |
|                | Michel Carrère             | FRP            | 624          | 0,52         |             |             |  |
|                | Luc Landrin                | UOPDP          | 248          | 0,21         |             |             |  |
|                |                            |                |              |              |             |             |  |
| Inscrits       | Inscrits                   | Inscrits       | 145 287      | 100,00       | 144 914     | 100,00      |  |
| Abstentions    | Abstentions                | Abstentions    | 24 259       | 16,7         | 20 868      | 14,4        |  |
| Votants        | Votants                    | Votants        | 121 028      | 83,3         | 124 046     | 85,6        |  |
| Blancs et nuls | Blancs et nuls             | Blancs et nuls | 1 983        | 1,64         | 2 265       | 1,83        |  |
| Exprimés       | Exprimés                   | Exprimés       | 119 045      | 98,36        | 121 781     | 98,17       |  |

Le suppléant d'Alain Vivien était Alfred Zins.

### Élections de 1981
| Candidat       | Candidat                   | Parti          | Premier tour | Premier tour | Second tour | Second tour |  |
| Candidat       | Candidat                   | Parti          | Voix         | %            | Voix        | %           |  |
| -------------- | -------------------------- | -------------- | ------------ | ------------ | ----------- | ----------- |  |
|                | Alain Vivien sortant réélu | PS             | 53 288       | 48,38        | 69 024      | 59,91       |  |
|                | Jacques Maziol             | RPR (UNM)      | 42 722       | 38,78        | 46 183      | 40,09       |  |
|                | Robert Laporte             | PCF            | 11 540       | 10,48        |             |             |  |
|                | Claude Bauchet             | PSU            | 2 604        | 2,36         |             |             |  |
|                |                            |                |              |              |             |             |  |
| Inscrits       | Inscrits                   | Inscrits       | 160 911      | 100,00       | 160 929     | 100,00      |  |
| Abstentions    | Abstentions                | Abstentions    | 49 422       | 30,71        | 43 989      | 27,33       |  |
| Votants        | Votants                    | Votants        | 111 489      | 69,29        | 116 940     | 72,67       |  |
| Blancs et nuls | Blancs et nuls             | Blancs et nuls | 1 335        | 1,2          | 1 733       | 1,48        |  |
| Exprimés       | Exprimés                   | Exprimés       | 110 154      | 98,8         | 115 207     | 98,52       |  |

Le suppléant d'Alain Vivien était Alfred Zins.

### Élections de 1988
| Candidat       | Candidat               | Parti                      | Premier tour | Premier tour | Second tour | Second tour |  |
| Candidat       | Candidat               | Parti                      | Voix         | %            | Voix        | %           |  |
| -------------- | ---------------------- | -------------------------- | ------------ | ------------ | ----------- | ----------- |  |
|                | Jean-Claude Mignon élu | RPR (URC)                  | 18 803       | 43,83        | 24 394      | 52,3        |  |
|                | Brice Lalonde          | Divers gauche (Maj. prés.) | 16 251       | 37,88        | 22 248      | 47,7        |  |
|                | René Farinacci         | FN                         | 4 393        | 10,24        |             |             |  |
|                | Edmond Déchery         | PCF                        | 3 443        | 8,03         |             |             |  |
|                | Pierre Roussel         | Divers gauche (Maj. prés.) | 6            | 0,01         |             |             |  |
|                |                        |                            |              |              |             |             |  |
| Inscrits       | Inscrits               | Inscrits                   | 68 844       | 100,00       | 68 824      | 100,00      |  |
| Abstentions    | Abstentions            | Abstentions                | 25 311       | 36,77        | 21 334      | 31          |  |
| Votants        | Votants                | Votants                    | 43 533       | 63,23        | 47 490      | 69          |  |
| Blancs et nuls | Blancs et nuls         | Blancs et nuls             | 637          | 1,46         | 848         | 1,79        |  |
| Exprimés       | Exprimés               | Exprimés                   | 42 896       | 98,54        | 46 642      | 98,21       |  |

Le suppléant de Jean-Claude Mignon était Hervé Le Mouëllic, conseiller général du canton de Savigny-le-Temple.

### Élections de 1993
| Candidat       | Candidat                         | Parti          | Premier tour | Premier tour | Second tour | Second tour |  |
| Candidat       | Candidat                         | Parti          | Voix         | %            | Voix        | %           |  |
| -------------- | -------------------------------- | -------------- | ------------ | ------------ | ----------- | ----------- |  |
|                | Jean-Claude Mignon sortant réélu | RPR (UPF)      | 22 147       | 44,03        | 29 872      | 63,87       |  |
|                | Jean-Louis Mouton                | PS (ADFP)      | 7 578        | 15,06        | 16 896      | 36,13       |  |
|                | Philippe David                   | FN             | 7 492        | 14,89        |             |             |  |
|                | Françoise Lefèbvre               | GÉ (EÉ)        | 5 542        | 11,02        |             |             |  |
|                | Perfecto Civit                   | PCF            | 2 887        | 5,74         |             |             |  |
|                | Sandrine Lapa                    | LT-LNÉ         | 1 578        | 3,14         |             |             |  |
|                | Moïse Menant                     | Extrême gauche | 1 331        | 2,65         |             |             |  |
|                | Daniel Lioubowny                 | LO             | 905          | 1,8          |             |             |  |
|                | Georges Lhemann                  | UDI            | 572          | 1,14         |             |             |  |
|                | Marie-Angèle Gerberon            | RDRP           | 272          | 0,54         |             |             |  |
|                | Catherine Delille                | Extrême gauche | 0            | 0            |             |             |  |
|                |                                  |                |              |              |             |             |  |
| Inscrits       | Inscrits                         | Inscrits       | 77 362       | 100,00       | 77 360      | 100,00      |  |
| Abstentions    | Abstentions                      | Abstentions    | 25 157       | 32,52        | 26 881      | 34,75       |  |
| Votants        | Votants                          | Votants        | 52 205       | 67,48        | 50 479      | 65,25       |  |
| Blancs et nuls | Blancs et nuls                   | Blancs et nuls | 1 901        | 3,64         | 3 711       | 7,35        |  |
| Exprimés       | Exprimés                         | Exprimés       | 50 304       | 96,36        | 46 768      | 92,65       |  |

Le suppléant de Jean-Claude Mignon était Jacques Baudhuin, employé d'assurances.

### Élections de 1997
| Candidat       | Candidat                         | Parti             | Premier tour | Premier tour | Second tour | Second tour |  |
| Candidat       | Candidat                         | Parti             | Voix         | %            | Voix        | %           |  |
| -------------- | -------------------------------- | ----------------- | ------------ | ------------ | ----------- | ----------- |  |
|                | Jean-Claude Mignon sortant réélu | RPR               | 16 571       | 33,94        | 27 687      | 54,11       |  |
|                | Jean-Louis Mouton                | PS                | 11 657       | 23,88        | 23 481      | 45,89       |  |
|                | Gérard Chrisment                 | FN                | 7 195        | 14,74        |             |             |  |
|                | Lionel Walker                    | Divers gauche     | 3 082        | 6,31         |             |             |  |
|                | Karine Jarry                     | PCF               | 2 978        | 6,1          |             |             |  |
|                | Jean-François Zimmer             | Les Verts         | 1 855        | 3,8          |             |             |  |
|                | Daniel Lioubowny                 | LO                | 1 449        | 2,97         |             |             |  |
|                | Michel Isabelle                  | GÉ                | 1 165        | 2,39         |             |             |  |
|                | Paul Trousseau                   | LDI (MPF)         | 1 085        | 2,22         |             |             |  |
|                | Frédéric Mathey                  | Divers gauche     | 899          | 1,84         |             |             |  |
|                | Jean-Jacques Beyssi              | Divers écologiste | 589          | 1,21         |             |             |  |
|                | Jean-Luc Bonnet                  | Divers gauche     | 154          | 0,32         |             |             |  |
|                | Daniel Chalons                   | MDR               | 132          | 0,27         |             |             |  |
|                | Jean Debost                      | Divers droite     | 8            | 0,02         |             |             |  |
|                | Emmanuel Saïdi                   | Divers gauche     | 0            | 0            |             |             |  |
|                |                                  |                   |              |              |             |             |  |
| Inscrits       | Inscrits                         | Inscrits          | 79 368       | 100,00       | 79 367      | 100,00      |  |
| Abstentions    | Abstentions                      | Abstentions       | 28 769       | 36,25        | 25 470      | 32,09       |  |
| Votants        | Votants                          | Votants           | 50 599       | 63,75        | 53 897      | 67,91       |  |
| Blancs et nuls | Blancs et nuls                   | Blancs et nuls    | 1 780        | 3,52         | 2 729       | 5,06        |  |
| Exprimés       | Exprimés                         | Exprimés          | 48 819       | 96,48        | 51 168      | 94,94       |  |

La suppléante de Jean-Claude Mignon était Dominique Challe, masseur-kinésithérapeute à Savigny-le-Temple.

### Élections de 2002
| Candidat       | Candidat                         | Parti            | Premier tour | Premier tour | Second tour | Second tour |  |
| Candidat       | Candidat                         | Parti            | Voix         | %            | Voix        | %           |  |
| -------------- | -------------------------------- | ---------------- | ------------ | ------------ | ----------- | ----------- |  |
|                | Jean-Claude Mignon sortant réélu | UMP              | 23 798       | 47,62        | 26 400      | 59,65       |  |
|                | Jean-Marc Brûlé                  | Les Verts (PS)   | 14 404       | 28,82        | 17 859      | 40,35       |  |
|                | Pierrette Magnien                | FN               | 5 760        | 11,52        |             |             |  |
|                | Jean-Pierre Poupard              | PCF              | 1 500        | 3            |             |             |  |
|                | Patrick Desphelipon              | LCR              | 1 387        | 2,78         |             |             |  |
|                | Marie-José Mouilleron            | Pôle républicain | 932          | 1,86         |             |             |  |
|                | Annick Martin                    | MNR              | 709          | 1,42         |             |             |  |
|                | Valérie Suder                    | MÉI              | 655          | 1,31         |             |             |  |
|                | Claude Guérin                    | LO               | 539          | 1,08         |             |             |  |
|                | Nicolas Pomies                   | Divers gauche    | 153          | 0,31         |             |             |  |
|                | Didier Janelle                   | CPNT             | 143          | 0,29         |             |             |  |
|                | Pascale Marino                   | GÉ               | 0            | 0            |             |             |  |
|                |                                  |                  |              |              |             |             |  |
| Inscrits       | Inscrits                         | Inscrits         | 81 321       | 100,00       | 81 309      | 100,00      |  |
| Abstentions    | Abstentions                      | Abstentions      | 30 574       | 37,6         | 35 673      | 43,87       |  |
| Votants        | Votants                          | Votants          | 50 747       | 62,4         | 45 636      | 56,13       |  |
| Blancs et nuls | Blancs et nuls                   | Blancs et nuls   | 767          | 1,51         | 1 377       | 3,02        |  |
| Exprimés       | Exprimés                         | Exprimés         | 49 980       | 98,49        | 44 259      | 96,98       |  |

Le suppléant de Jean-Claude Mignon était Christian Didion, maire de Cesson, ingénieur.

### Élections de 2007
| Candidat       | Candidat                         | Parti          | Premier tour | Premier tour | Second tour | Second tour |  |
| Candidat       | Candidat                         | Parti          | Voix         | %            | Voix        | %           |  |
| -------------- | -------------------------------- | -------------- | ------------ | ------------ | ----------- | ----------- |  |
|                | Jean-Claude Mignon sortant réélu | UMP            | 24 021       | 49,11        | 26 294      | 56,98       |  |
|                | Marie-Line Pichery               | PS             | 11 692       | 23,91        | 19 848      | 43,02       |  |
|                | Aude Luquet                      | UDF–MoDem      | 5 174        | 10,58        |             |             |  |
|                | Jean-Marc Brûlé                  | Les Verts      | 2 231        | 4,56         |             |             |  |
|                | Pierrette Magnien                | FN             | 1 879        | 3,84         |             |             |  |
|                | Corinne Bluteux                  | PCF            | 1 315        | 2,69         |             |             |  |
|                | Jean-Michel Richard              | LCR            | 1 289        | 2,64         |             |             |  |
|                | Dawe Zanife                      | LT-LNÉ         | 401          | 0,82         |             |             |  |
|                | Catherine Van Cauteren           | LO             | 317          | 0,65         |             |             |  |
|                | Catherine Rascovschi             | MNR            | 309          | 0,63         |             |             |  |
|                | Gaston Lebois                    | Divers         | 282          | 0,58         |             |             |  |
|                |                                  |                |              |              |             |             |  |
| Inscrits       | Inscrits                         | Inscrits       | 88 516       | 100,00       | 88 513      | 100,00      |  |
| Abstentions    | Abstentions                      | Abstentions    | 38 658       | 43,67        | 40 997      | 46,32       |  |
| Votants        | Votants                          | Votants        | 49 858       | 56,33        | 47 516      | 53,68       |  |
| Blancs et nuls | Blancs et nuls                   | Blancs et nuls | 948          | 1,9          | 1 374       | 2,89        |  |
| Exprimés       | Exprimés                         | Exprimés       | 48 910       | 98,1         | 46 142      | 97,11       |  |

### Élections de 2012
| Candidat       | Candidat                         | Parti          | Premier tour | Premier tour | Second tour | Second tour |  |
| Candidat       | Candidat                         | Parti          | Voix         | %            | Voix        | %           |  |
| -------------- | -------------------------------- | -------------- | ------------ | ------------ | ----------- | ----------- |  |
|                | Jean-Claude Mignon sortant réélu | UMP            | 14 403       | 38,37        | 19 035      | 52,11       |  |
|                | Lionel Walker                    | diss. PS       | 12 419       | 33,08        | 17 492      | 47,89       |  |
|                | Béatrice Roullaud                | FN             | 5 094        | 13,57        |             |             |  |
|                | Pierre Carassus                  | Divers gauche  | 1 942        | 5,17         |             |             |  |
|                | Thomas Guyard                    | FG (PCF)       | 1 759        | 4,69         |             |             |  |
|                | Bénédicte Monville               | EÉLV           | 888          | 2,37         |             |             |  |
|                | Emmanuelle Lopez                 | DLR            | 369          | 0,98         |             |             |  |
|                | Dawé Zanifé                      | LT-LNÉ         | 231          | 0,62         |             |             |  |
|                | Jean-Louis Guerrier              | LO             | 160          | 0,43         |             |             |  |
|                | Séverine Descateaux              | AÉI            | 150          | 0,40         |             |             |  |
|                | Patrick Delvert                  | POI            | 122          | 0,33         |             |             |  |
|                |                                  |                |              |              |             |             |  |
| Inscrits       | Inscrits                         | Inscrits       | 67 785       | 100,00       | 67 677      | 100,00      |  |
| Abstentions    | Abstentions                      | Abstentions    | 29 894       | 44,1         | 30 298      | 44,77       |  |
| Votants        | Votants                          | Votants        | 37 891       | 55,9         | 37 379      | 55,23       |  |
| Blancs et nuls | Blancs et nuls                   | Blancs et nuls | 354          | 0,93         | 852         | 2,28        |  |
| Exprimés       | Exprimés                         | Exprimés       | 37 537       | 99,07        | 36 527      | 97,72       |  |

### Élections de 2017
|                                                                                |                                                                         |                           |                           |                          |                          |
|                                                                                |                                                                         | Premier tour 11 juin 2017 | Premier tour 11 juin 2017 | Second tour 18 juin 2017 | Second tour 18 juin 2017 |
|                                                                                |                                                                         |                           |                           |                          |                          |
|                                                                                |                                                                         | Nombre                    | % des inscrits            | Nombre                   | % des inscrits           |
| Inscrits                                                                       | Inscrits                                                                | 70 919                    | 100,00                    | 70 918                   | 100,00                   |
| Abstentions                                                                    | Abstentions                                                             | 40 476                    | 57,07                     | 45 374                   | 63,98                    |
| Votants                                                                        | Votants                                                                 | 30 443                    | 42,93                     | 25 544                   | 36,02                    |
|                                                                                |                                                                         |                           | % des votants             |                          | % des votants            |
| Bulletins blancs                                                               | Bulletins blancs                                                        | 516                       | 1,69                      | 2 085                    | 8,16                     |
| Bulletins nuls                                                                 | Bulletins nuls                                                          | 167                       | 0,55                      | 858                      | 3,36                     |
| Suffrages exprimés                                                             | Suffrages exprimés                                                      | 29 760                    | 97,76                     | 22 601                   | 88,48                    |
|                                                                                |                                                                         |                           |                           |                          |                          |
| Candidat Étiquette politique (partis et alliances)                             | Candidat Étiquette politique (partis et alliances)                      | Voix                      | % des exprimés            | Voix                     | % des exprimés           |
|                                                                                |                                                                         |                           |                           |                          |                          |
|                                                                                | Aude Luquet Mouvement démocrate (La République en marche)               | 11 126                    | 37,39                     | 12 659                   | 56,01                    |
|                                                                                | Denis Jullemier Les Républicains (Union des démocrates et indépendants) | 5 440                     | 18,28                     | 9 942                    | 43,99                    |
|                                                                                | Stéfanie Coniglio Front national                                        | 4 333                     | 14,56                     |                          |                          |
|                                                                                | Bénédicte Monville La France insoumise                                  | 3 802                     | 12,78                     |                          |                          |
|                                                                                | Nicolas Alix Parti socialiste                                           | 1 774                     | 5,96                      |                          |                          |
|                                                                                | Léa Huguet Debout la France                                             | 714                       | 2,40                      |                          |                          |
|                                                                                | Nathalie Beaulnes-Sereni Divers droite Les Républicains diss.           | 542                       | 1,82                      |                          |                          |
|                                                                                | Franck Vezilier Divers droite                                           | 503                       | 1,69                      |                          |                          |
|                                                                                | Yves Rémy Parti communiste français                                     | 485                       | 1,63                      |                          |                          |
|                                                                                | Catherine Gallois Divers (Union populaire républicaine)                 | 280                       | 0,94                      |                          |                          |
|                                                                                | Jean-Louis Guerrier Lutte ouvrière                                      | 249                       | 0,84                      |                          |                          |
|                                                                                | Malika Hadbi Divers gauche (Mouvement des progressistes)                | 152                       | 0,51                      |                          |                          |
|                                                                                | Najib Azrgui Divers (Union des démocrates musulmans français)           | 152                       | 0,51                      |                          |                          |
|                                                                                | Patrick Delvert Extrême gauche (Parti ouvrier indépendant démocratique) | 110                       | 0,37                      |                          |                          |
|                                                                                | Henri Komivi Djolegbehou Divers droite                                  | 59                        | 0,20                      |                          |                          |
|                                                                                | Flavien Atse Divers                                                     | 32                        | 0,11                      |                          |                          |
|                                                                                | Bénédicte Savatier Divers droite (Parti chrétien-démocrate)             | 7                         | 0,02                      |                          |                          |
| Source : Ministère de l'Intérieur - Première circonscription de Seine-et-Marne |                                                                         |                           |                           |                          |                          |

### Élections de 2022
Les élections législatives françaises de 2022 ont eu lieu les dimanches 12 et 19 juin 2022 en métropole.
| Résultats des élections législatives des 12 et 19 juin 2022 de la 1re circonscription de Seine-et-Marne |                          |                          |                          |              |              |             |             |
| Candidats                                                                                               | Candidats                | Parti et coalition       | Nuance                   | Premier tour | Premier tour | Second tour | Second tour |
| Candidats                                                                                               | Candidats                | Parti et coalition       | Nuance                   | Voix         | %            | Voix        | %           |
| | Arnaud Saint-Martin      | LFI (NUPES)              | NUP                      | 8 427        | 27,68        | 13 266      | 46,94       |
| | Aude Luquet              | MoDem (ENS)              | ENS                      | 8 292        | 27,24        | 14 994      | 53,06       |
| | François Paradol         | RN                       | RN                       | 5 792        | 19,03        |             |             |
| | Denis Jullemier          | LR (UDC)                 | LR                       | 3 487        | 11,45        |             |             |
| | Jeannine Brandy          | REC                      | REC                      | 1 518        | 4,99         |             |             |
| | Dawé Zanifé              | MHAN                     | ECO                      | 827          | 2,72         |             |             |
| | Caroline Sauget          | PA                       | ECO                      | 525          | 1,72         |             |             |
| | Morgane Puzin            | LP (UPF)                 | DSV                      | 462          | 1,52         |             |             |
| | Fadhel Mahbouli          | EaC                      | ECO                      | 435          | 1,43         |             |             |
| | Jean-Louis Guerrier      | LO                       | DXG                      | 273          | 0,90         |             |             |
| | Samira Sidhoum           | UDMF                     | DIV                      | 226          | 0,74         |             |             |
| | Patrick Delvert          | POID                     | DXG                      | 180          | 0,59         |             |             |
| Suffrages exprimés                                                                                      | Suffrages exprimés       | Suffrages exprimés       | Suffrages exprimés       | 30 444       | 98,11        | 28 260      | 92,37       |
| Votes blancs                                                                                            | Votes blancs             | Votes blancs             | Votes blancs             | 433          | 1,40         | 1 693       | 5,53        |
| Votes nuls                                                                                              | Votes nuls               | Votes nuls               | Votes nuls               | 152          | 0,49         | 641         | 2,10        |
| Total                                                                                                   | Total                    | Total                    | Total                    | 31 029       | 100          | 30 594      | 100         |
| Abstention                                                                                              | Abstention               | Abstention               | Abstention               | 40 901       | 56,86        | 41 345      | 57,47       |
| Inscrits / participation                                                                                | Inscrits / participation | Inscrits / participation | Inscrits / participation | 71 930       | 43,14        | 71 939      | 42,53       |

### Élections de 2024
| Candidats                | Candidats                | Parti et coalition       | Nuance                   | Premier tour | Premier tour | Second tour | Second tour |
| Candidats                | Candidats                | Parti et coalition       | Nuance                   | Voix         | %            | Voix        | %           |
| ------------------------ | ------------------------ | ------------------------ | ------------------------ | ------------ | ------------ | ----------- | ----------- |
|                          | Arnaud Saint-Martin      | LFI (NFP)                | UG                       | 14 701       | 33,31        | 16 957      | 37,71       |
|                          | Théo Michel              | RAD (RN)                 | UXD                      | 14 542       | 32,95        | 16 110      | 35,83       |
|                          | Aude Luquet              | MoDem (ENS)              | ENS                      | 12 816       | 29,04        | 11 900      | 26,46       |
|                          | Brigitte Lapeyronie      | REC                      | REC                      | 794          | 1,80         |             |             |
|                          | Jean-Louis Guerrier      | LO                       | EXG                      | 742          | 1,68         |             |             |
|                          | Henri Komivi Djolegbehou | CNR                      | DVD                      | 298          | 0,68         |             |             |
|                          | Hicham Aichi             | SE                       | DVG                      | 234          | 0,53         |             |             |
|                          | Victoria Meimouni        | DLF                      | DSV                      | 3            | 0,01         |             |             |
|                          |                          |                          |                          |              |              |             |             |
| Votes valides            | Votes valides            | Votes valides            | Votes valides            | 44 130       | 96,82        | 44 967      | 97,52       |
| Votes blancs             | Votes blancs             | Votes blancs             | Votes blancs             | 1 048        | 2,30         | 860         | 1,87        |
| Votes nuls               | Votes nuls               | Votes nuls               | Votes nuls               | 400          | 0,88         | 285         | 0,62        |
| Total                    | Total                    | Total                    | Total                    | 45 578       | 100          | 46 112      | 100         |
| Abstention               | Abstention               | Abstention               | Abstention               | 25 761       | 36,11        | 25 241      | 35,37       |
| Inscrits / participation | Inscrits / participation | Inscrits / participation | Inscrits / participation | 71 339       | 63,89        | 71 353      | 64,63       |